# Gischow
Gischow is een plaats en voormalige gemeente in de Duitse deelstaat Mecklenburg-Voor-Pommeren, en maakt deel uit van het Landkreis Ludwigslust-Parchim. Gischow telt 233 inwoners (31 december 2017).